# John Castellani
John Castellani (nacido en 1927) es un exentrenador de baloncesto estadounidense, que dirigió durante una temporada al equipo de Minneapolis Lakers de la NBA. Previamente había sido entrenador universitario, siendo su mayor éxito el subcampeonato logrado en la Final Four de 1958 dirigiendo a la Universidad de Seattle.

## Trayectoria deportiva

### Universidad
Comenzó su carrera como entrenador como asistente de la Universidad de Notre Dame en 1950. En 1956 es contratado como entrenador principal en la Universidad de Seattle, donde jugaba un futuro miembro del Basketball Hall of Fame, Elgin Baylor. En su primera temporada ganó 18 partidos consecutivos antes de perder 85-68 ante St. Bonaventure en los cuartos de final del National Invitation Tournament, disputados en el Madison Square Garden de Nueva York. Baylor, en su año del debut, tuvo una sensacional actuación, liderando el país en rebotes (20,3 por partido) y acabando tercver mejor anotador (29,7 por partido).
En la temporada siguiente consiguió llegar a la Final de la NCAA, donde se enfrentó a la Universidad de Kentucky del legendario Adolph Rupp. En semifinales se habían deshecho de Kansas State, los grandes favoritos, pero Baylor, que ese año había sido segundo máximo anotador del peís por detrás únicamente de Oscar Robertson, se fracturó una costilla. A pesar de ello jugó la final, donde llegaron a ir dominando por 11 puntos en la primera parte. Pero a Baylor le costaba respirar a causa de su lesión, y jugó casi todo el segundo tiempo con 4 faltas personales, y el equipo acabó perdiendo 84-72. Al finalizar el partido declaró: 

Siempre he dicho que teníamos el mejor equipo, nunca que teníamos el mejor entrenador. Yo he dirigido al equipo en 60 ocasiones. Rupp lo ha hecho en 600.

Al año siguiente, y a poco de comenzar el campeonato, se vio envuelto en un escándalo en la contratación de jugadores.

### Profesional
Tras dejar la universidad, sustituyó a John Kundla en el banquillo de los Minneapolis Lakers, volviendo a encontrarse con Elgin Baylor a sus órdenes. Pero duró poco tiempo, ya que, tras un triste balance de 11 victorias y 25 derrotas, fue despedido y sustituido por Jim Pollard.

## Vida personal
En 2008 tiene 81 años, y continúa trabajando como abogado en Milwaukee, Wisconsin. Es frecuente verle en los partidos que disputan en casa los Milwaukee Bucks y los Marquette Golden Eagles.